# Nikita Kacałapow
Nikita Giennadjewicz Kacałapow, ros. Никита Геннадьевич Кацалапов (ur. 10 lipca 1991 w Moskwie) – rosyjski łyżwiarz figurowy, startujący w parach tanecznych z żoną Wiktoriją Sinicyną. Dwukrotny mistrz olimpijski (2014 i 2022 – drużynowo), wicemistrz olimpijski z Pekinu (2022, indywidualnie) i brązowy medalista olimpijski z Soczi (2014, indywidualnie), mistrz (2021) i wicemistrz świata (2019), dwukrotny mistrz (2020, 2022) oraz dwukrotny wicemistrz Europy (2013-2014), mistrz świata juniorów (2010) oraz 3-krotny mistrz Rosji (2015, 2019, 2020).
Nikita Kacałapow wraz z byłą partnerką sportową Jeleną Iljinych są historycznymi rekordzistami świata juniorów w nocie łącznej, tańcu oryginalnym i tańcu dowolnym w związku ze zmianą przepisów w 2010 roku (połączenie tańca obowiązkowego i oryginalnego w taniec krótki).
2 października 2022 roku ożenił się ze swoją partnerką sportową Wiktoriją Sinicyną.

## Osiągnięcia

### Z Wiktoriją Sinicyną

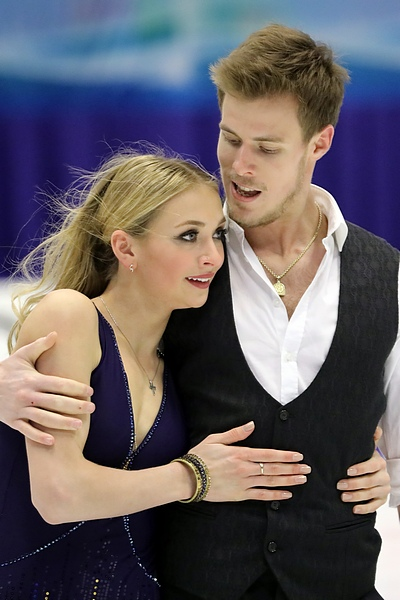
Sinicyna i Kacałapow na zawodach NHK Trophy 2016

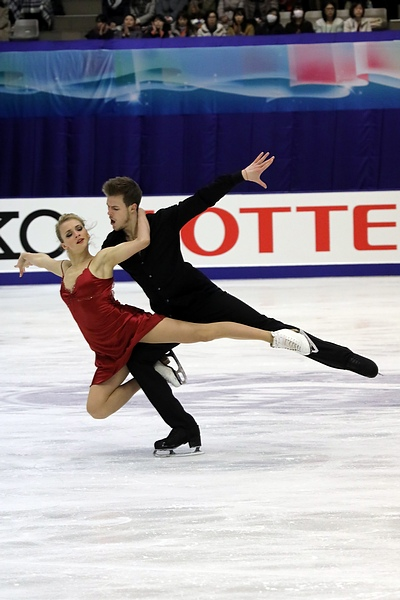
Taniec dowolny Tango Ballet (NHK Trophy 2016)

| Zawody                        | 14–15          | 15–16          | 16–17          | 17–18          | 18–19          | 19–20          | 20–21          | 21–22          |                |                |                |                |                |                |                |                |                |
| Międzynarodowe                | Międzynarodowe | Międzynarodowe | Międzynarodowe | Międzynarodowe | Międzynarodowe | Międzynarodowe | Międzynarodowe | Międzynarodowe | Międzynarodowe | Międzynarodowe | Międzynarodowe | Międzynarodowe | Międzynarodowe | Międzynarodowe | Międzynarodowe | Międzynarodowe | Międzynarodowe |
| ----------------------------- | -------------- | -------------- | -------------- | -------------- | -------------- | -------------- | -------------- | -------------- | -------------- | -------------- | -------------- | -------------- | -------------- | -------------- | -------------- | -------------- | -------------- |
| Zimowe igrzyska olimpijskie   |                |                |                |                |                |                |                | 2              |                |                |                |                |                |                |                |                |                |
| Mistrzostwa świata            |                | 9              |                |                | 2              | C              | 1              |                |                |                |                |                |                |                |                |                |                |
| Mistrzostwa Europy            |                | 4              | 10             |                | 4              | 1              | C              | 1              |                |                |                |                |                |                |                |                |                |
| GP Finał Grand Prix           |                |                |                |                | 2              | 6              |                | C              |                |                |                |                |                |                |                |                |                |
| GP Cup of China               |                |                | 4              |                |                | 1              |                |                |                |                |                |                |                |                |                |                |                |
| GP NHK Trophy                 | 7              |                | 5              | 4              |                |                |                | 1              |                |                |                |                |                |                |                |                |                |
| GP Rostelecom Cup             | 4              | 3              |                |                |                | 1              | 1              | 1              |                |                |                |                |                |                |                |                |                |
| GP Skate America              |                | 2              |                | 3              |                |                |                |                |                |                |                |                |                |                |                |                |                |
| GP Skate Canada International |                |                |                |                | 2              |                |                |                |                |                |                |                |                |                |                |                |                |
| GP Internationaux de France   |                |                |                |                | 2              |                |                |                |                |                |                |                |                |                |                |                |                |
| CS Memoriał Ondreja Nepeli    |                |                |                |                | 1              | 1              |                |                |                |                |                |                |                |                |                |                |                |
| CS Minsk-Arena Ice Star       |                |                |                | 3              |                |                |                |                |                |                |                |                |                |                |                |                |                |
| Krajowe                       |                |                |                |                |                |                |                |                |                |                |                |                |                |                |                |                |                |
| Mistrzostwa Rosji             | 4              | 2              | 3              | WD             | 1              | 1              | WD             | WD             |                |                |                |                |                |                |                |                |                |
| Zawody drużynowe              |                |                |                |                |                |                |                |                |                |                |                |                |                |                |                |                |                |
| Zimowe igrzyska olimpijskie   |                |                |                |                |                |                |                | 1              |                |                |                |                |                |                |                |                |                |
| World Team Trophy             |                |                |                |                | 3 T 2 P        |                | 1 T 1 P        |                |                |                |                |                |                |                |                |                |                |

### Z Jeleną Iljinych

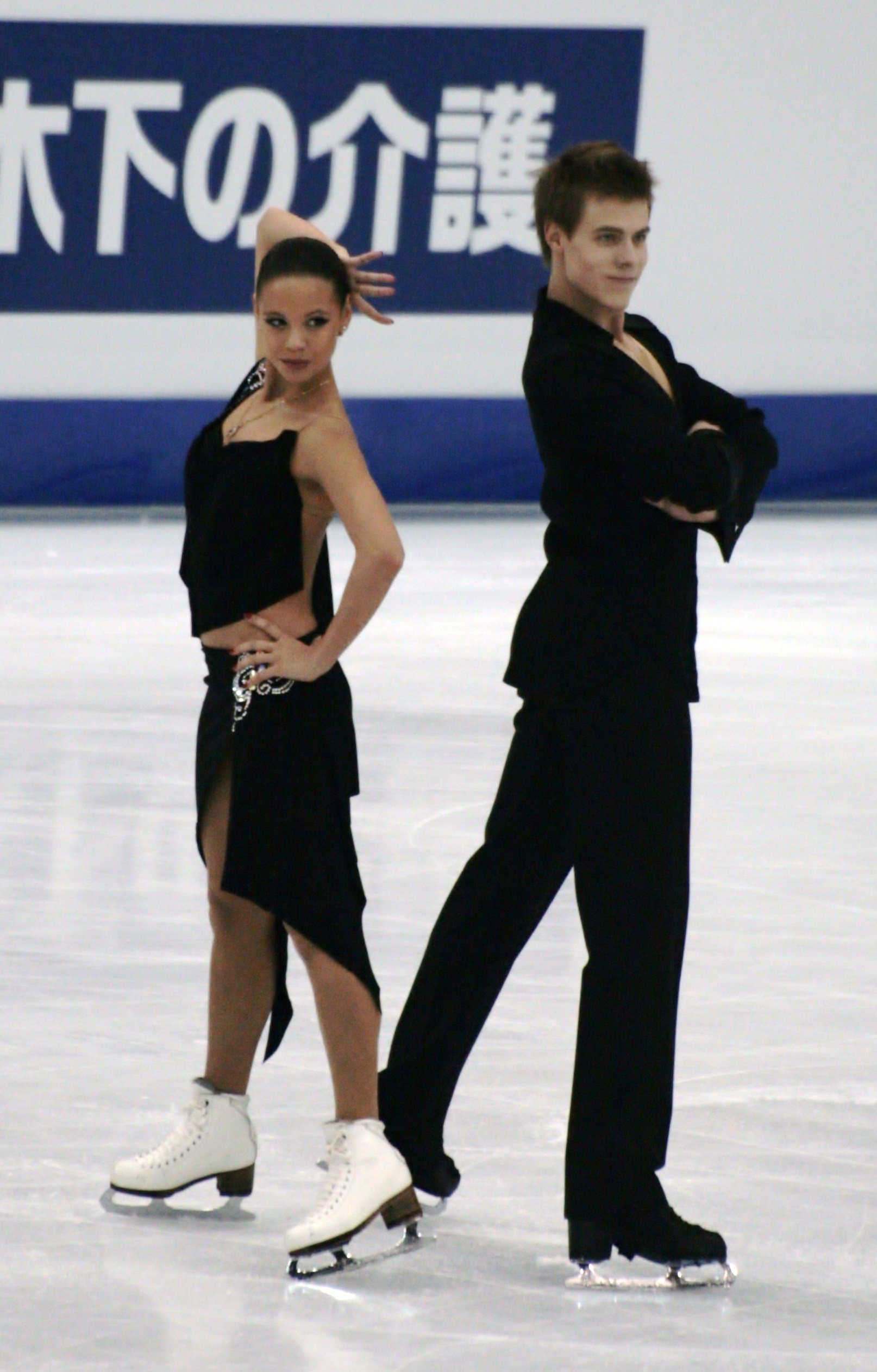
Iljinych i Kacałapow na mistrzostwach świata 2012

| Zawody                                | 08–09          | 09–10          | 10–11          | 11–12          | 12–13          | 13–14          |                |                |                |                |                |                |                |                |                |                |                |
| Międzynarodowe                        | Międzynarodowe | Międzynarodowe | Międzynarodowe | Międzynarodowe | Międzynarodowe | Międzynarodowe | Międzynarodowe | Międzynarodowe | Międzynarodowe | Międzynarodowe | Międzynarodowe | Międzynarodowe | Międzynarodowe | Międzynarodowe | Międzynarodowe | Międzynarodowe | Międzynarodowe |
| ------------------------------------- | -------------- | -------------- | -------------- | -------------- | -------------- | -------------- | -------------- | -------------- | -------------- | -------------- | -------------- | -------------- | -------------- | -------------- | -------------- | -------------- | -------------- |
| Zimowe igrzyska olimpijskie           |                |                |                |                |                | 3              |                |                |                |                |                |                |                |                |                |                |                |
| Mistrzostwa świata                    |                |                | 7              | 5              | 9              | 4              |                |                |                |                |                |                |                |                |                |                |                |
| Mistrzostwa Europy                    |                |                | 4              | 3              | 2              | 2              |                |                |                |                |                |                |                |                |                |                |                |
| GP Finał Grand Prix                   |                |                |                |                | 6              |                |                |                |                |                |                |                |                |                |                |                |                |
| GP NHK Trophy                         |                |                | 4              | 3              | 2              | 4              |                |                |                |                |                |                |                |                |                |                |                |
| GP Rostelecom Cup                     |                |                | 3              |                | 2              |                |                |                |                |                |                |                |                |                |                |                |                |
| GP Trophée Eric Bompard               |                |                |                | 4              |                | 2              |                |                |                |                |                |                |                |                |                |                |                |
| Crystal Skate                         |                |                |                |                | 1              |                |                |                |                |                |                |                |                |                |                |                |                |
| Międzynarodowe: Kategorie młodzieżowe |                |                |                |                |                |                |                |                |                |                |                |                |                |                |                |                |                |
| Mistrzostwa świata juniorów           |                | 1              |                |                |                |                |                |                |                |                |                |                |                |                |                |                |                |
| JGP Finał                             |                | 2              |                |                |                |                |                |                |                |                |                |                |                |                |                |                |                |
| JGP w Polsce                          |                | 1              |                |                |                |                |                |                |                |                |                |                |                |                |                |                |                |
| JGP na Węgrzech                       |                | 1              |                |                |                |                |                |                |                |                |                |                |                |                |                |                |                |
| Krajowe                               |                |                |                |                |                |                |                |                |                |                |                |                |                |                |                |                |                |
| Mistrzostwa Rosji                     |                |                | 3              | 2              | 2              | 2              |                |                |                |                |                |                |                |                |                |                |                |
| Mistrzostwa Rosji juniorów            | 4              | 2              |                |                |                |                |                |                |                |                |                |                |                |                |                |                |                |
| Zawody zespołowe                      |                |                |                |                |                |                |                |                |                |                |                |                |                |                |                |                |                |
| Zimowe igrzyska olimpijskie           |                |                |                |                |                | 1              |                |                |                |                |                |                |                |                |                |                |                |
| World Team Trophy                     |                |                |                | 5 T 5 P        |                |                |                |                |                |                |                |                |                |                |                |                |                |

## Programy
Wiktorija Sinicyna / Nikita Kacałapow
| Sezon   | Taniec rytmiczny (RD) | Taniec dowolny (FD) | Pokazy mistrzów                                                                                          |
| ------- | --- | --- | --- |
| 2021–22 | - You Can Leave Your Hat On (z filmu 9 1/2 tygodnia) – Joe Cocker - Brick House – The Commodores choreografia: Siergiej Pietuchow | - II koncert fortepianowy – Siergiej Rachmaninow - Wariacje na temat Paganiniego – Siergiej Rachmaninow choreografia: Siergiej Pietuchow                     | |
| 2020–21 | - Fokstrot, quickstep: Deszczowa piosenka medley – Arthur Freed, Nacio Herb Brown choreografia: Siergiej Pietuchow                | - I Giorni – Ludovico Einaudi - Songs My Mother Taught Me – Antonín Dvořák choreografia: Siergiej Pietuchow - Michael Jackson medley - Smile - Come Together | |
| 2019–20 | - Fokstrot, quickstep: Deszczowa piosenka medley – Arthur Freed, Nacio Herb Brown choreografia: Siergiej Pietuchow                | - I Giorni – Ludovico Einaudi - Songs My Mother Taught Me – Antonín Dvořák choreografia: Siergiej Pietuchow                                                  | - The Man I Love – Ella Fitzgerald                                                                       |
| 2018–19 | - Tango: Verano Porteno – Raul Garello, oryg. Astor Piazzolla                                                                     | - Suite in D "Air" – Johann Sebastian Bach - Praeludium and Allegro (In the Style of Pugnani) – Fritz Kreisler choreografia: Siergiej Pietuchow              | - The Man I Love – Ella Fitzgerald                                                                       |
| Sezon   | Taniec krótki (SD) | Taniec dowolny (FD) | Pokazy mistrzów                                                                                          |
| 2017–18 | - Samba: Agua de beber – Al Jarreau - Rumba: Balumukeno – Bonga Kuenda - Samba: Batacuda Brasileira                               | - Piano Concerto No. 2 Op. 18 – Siergiej Rachmaninow | - Going to the Run – Golden Earrings                                                                     |
| 2016–17 | - Blues: Love Creole – Duke Ellington - Swing: It Don't Mean a Thing – Tony Bennett, Lady Gaga                                    | - Tango Ballet – Astor Piazzolla | - Going to the Run – Golden Earrings                                                                     |
| 2015–16 | - Walc, marsz, polka: Jezioro łabędzie – Piotr Czajkowski                                                                         | - Io Ci Saro – Andrea Bocelli, Lang Lang | - Grande Polonaise for Piano and Orchestra (z filmu Pianista) – Janusz Olejniczak, oryg. Fryderyk Chopin |
| 2014–15 | - Flamenco: Toitas las Mares – Manolo Caracol - Paso doble: The Dance – Michel Legrand                                            | - Did You Ever Feel Lonely – Gary Moore - The Messiah Will Come Again – Gary Moore                                                                           | - Grande Polonaise for Piano and Orchestra (z filmu Pianista) – Janusz Olejniczak, oryg. Fryderyk Chopin |